# Віктор Конрад
Віктор Конрад (нім. Victor Conrad; 25 серпня 1876, Відень — 25 квітня 1962, Кембридж, США) — австрійський геофізик, сейсмолог, метеоролог, ім'я якого увічнене у понятті поверхні Конрада.

## Життєпис
У 1910—1915 та 1918—1919 роках Конрад — професор Чернівецького університету, у 1920—1936 роках — Віденського університету. Після еміграції в США в 1938 році, де його кар'єра отримала стрімке «друге дихання», став професором у Нью-Йоркському і Чиказькому університетах, в КалТеху, і від 1944 Гарвардському університеті.

## Праці
- Victor Conrad and LW Pollak: Methods in Climatology. Harvard. Ed. 2, 1950; 1459 pp.